# Aardla tänav
La rue Aardla (estonien : Aardla tänav) est une rue de Tartu en Estonie.

## Présentation
La rue Raja tänav traverse les quartiers Variku et Ränilinn.
La rue Aardla a une longueur de 3,2 km.
La rue Aardla croise les rues Tähe tänav, Võru tänav, Raudtee tänav, Lääneringtee et Riia tänav.

## Bâtiments

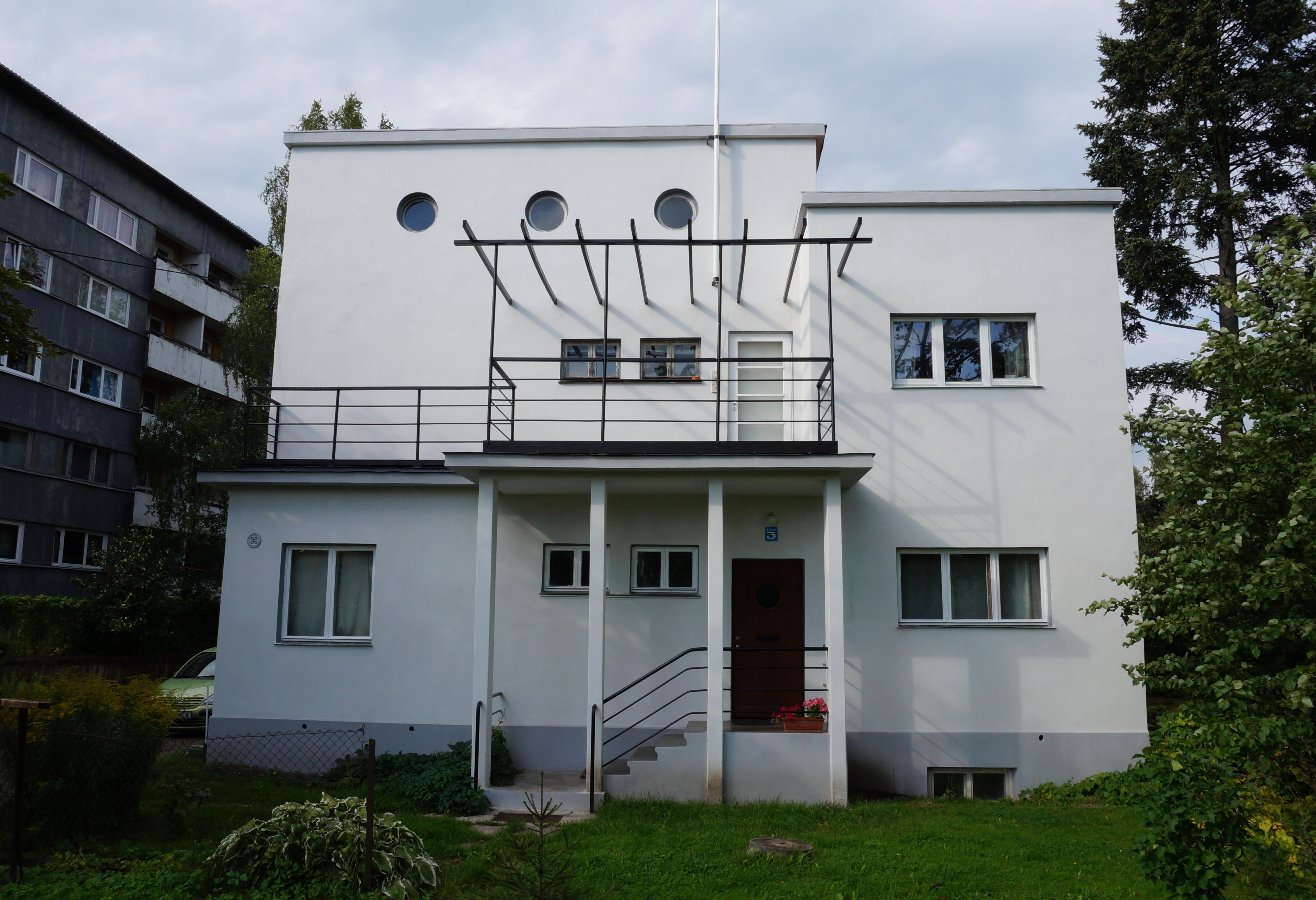
Aardla 3
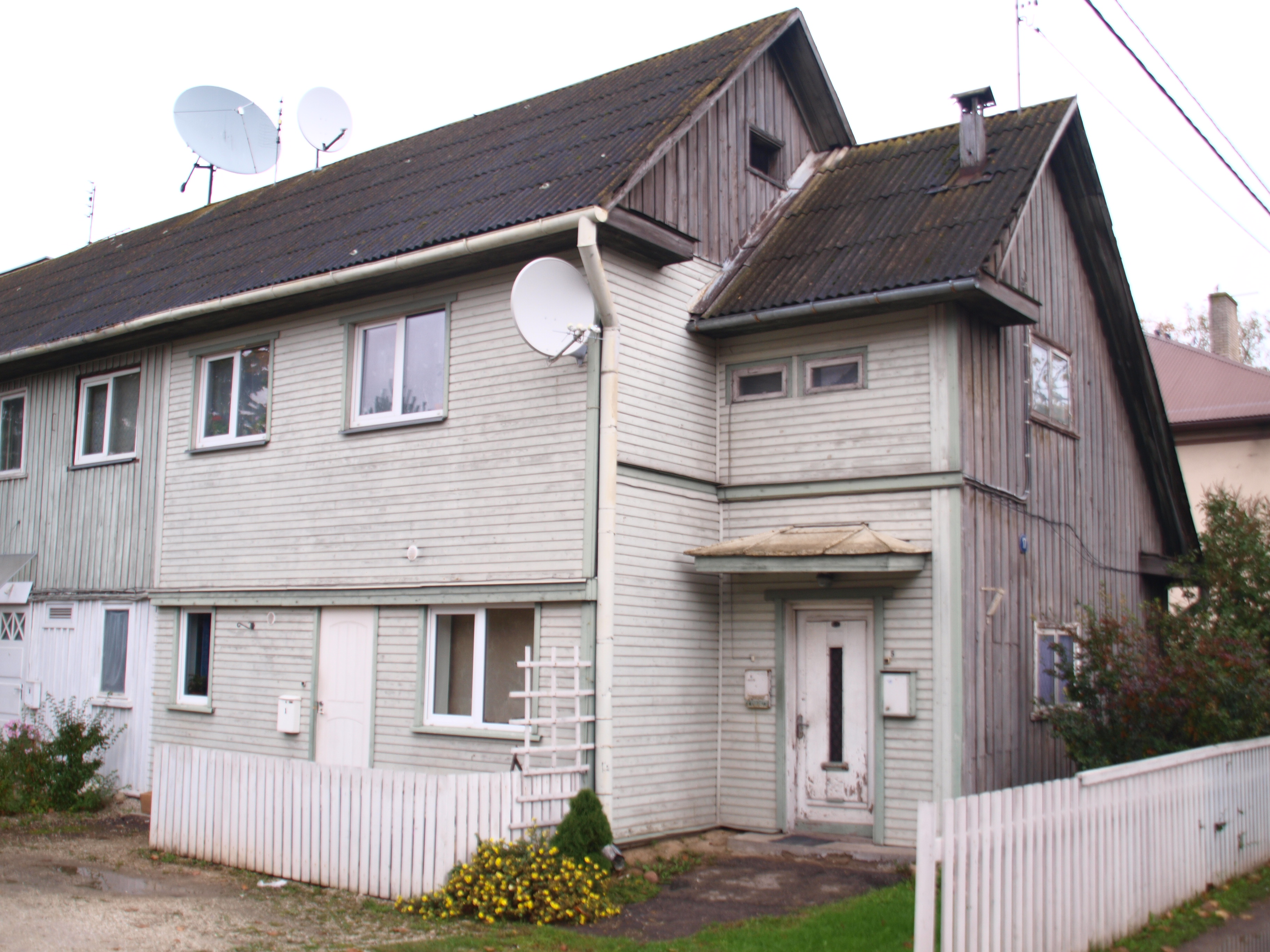
Aardla 17.
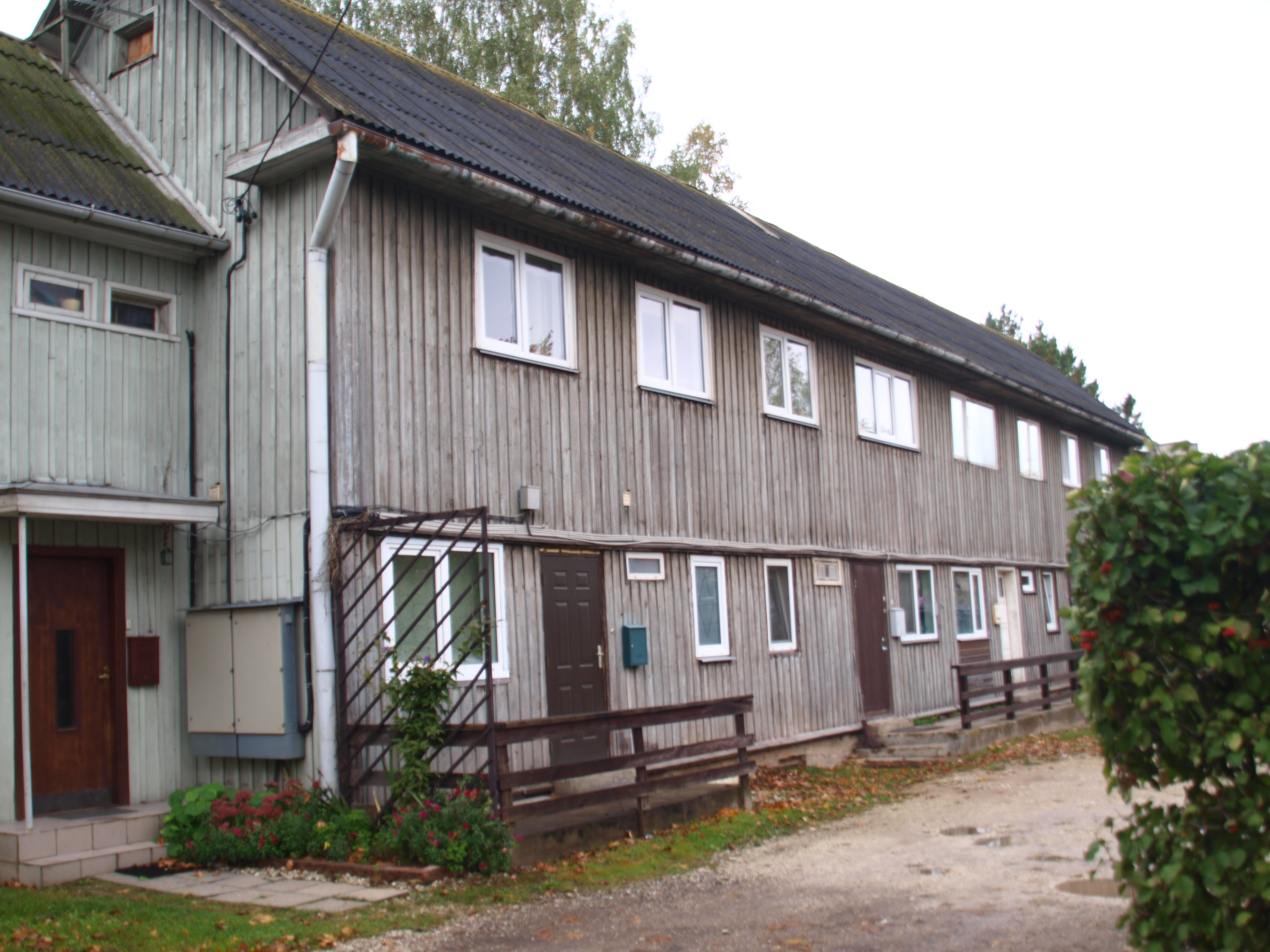
Ridaelamu, Aardla 19